# Дубровский, Александр Григорьевич
Александр Григорьевич Дубровский (род. 27 мая 1954) — советский борец классического стиля, чемпион и призёр чемпионатов СССР, призёр чемпионата Европы, мастер спорта СССР международного класса (1976).

## Биография
Увлёкся борьбой в 1968 году. В 1972 году выполнил норматив мастера спорта СССР. Участвовал в восьми чемпионатах СССР (1973—1981). Победитель международных турниров. Оставил большой спорт в 1983 году. Старший тренер юниорской сборной команды Белоруссии по греко-римской борьбе.

## Спортивные результаты
- Первенство Европы среди юниоров 1974 года — ;
- Классическая борьба на летней Спартакиаде народов СССР 1975 года — ;
- Чемпионат СССР по классической борьбе 1976 года — ;
- Чемпионат СССР по классической борьбе 1981 года — ;
- Классическая борьба на летней Спартакиаде народов СССР 1983 года — ;